# Tom Buckley (Journalist)
Thomas Floyd Schofield Buckley (* 2. Januar 1928 in Chatham, New York; † 19. November 2015 in Manhattan, New York City) war ein US-amerikanischer Journalist, Literatur- und Filmkritiker.

## Leben
Tom Buckley wurde 1928 als Sohn der Tänzerin Juliet Sparks und des 18 Jahre älteren Schauspielers Floyd Buckley geboren. Er wuchs in Queens, genau in Beechhurst, auf. Nach seinem Schulabschluss an der Bayside High School studierte er an der Columbia University. Er diente zwei Mal in der United States Army: einmal kurz nach dem Zweiten Weltkrieg und einmal während des Koreakrieges.
Als Laufjunge begann er 1953 für die New York Times zu arbeiten. 1962 wurde er Korrespondent für die Vereinten Nationen. Von 1966 bis Juni 1968 arbeitete er für die Times in deren Zweigstelle in Saigon, von wo aus er über die Tet-Offensive berichtete. Nach seiner Rückkehr wurde er festes Redaktionsmitglied. So schrieb er in den 1970er Jahren die Kolumne About New York und Kritiken über Filme und Bücher. Nachdem er die Times 1982 verlassen hatte, schrieb er unter anderem noch für den New Yorker und den Esquire.
Am 19. November 2015 starb Buckley im Alter von 87 Jahren in seinem Haus in Manhattan an Lungenkrebs.

## Werke
- Violent neighbors (1984)